# Eugene O'Brien
Eugene O'Brien, nome d'arte di Louis O'Brien, (Boulder, 14 novembre 1880 – Los Angeles, 29 aprile 1966), è stato un attore statunitense, interprete teatrale e stella del cinema dell'epoca del muto.

## Biografia
Studiò medicina alla Università del Colorado di Boulder ma si appassionò alla recitazione prima di diventare medico. Su consiglio della famiglia passò quindi a studiare ingegneria civile, continuando però a desiderare di fare l'attore. Trasferitosi a New York, venne "scoperto" dall'impresario teatrale Charles Frohman, che gli fece firmare un contratto di tre anni e lo inserì nel cast di The Builder of Bridges, che il 26 ottobre 1909 aprì la stagione di Broadway allo Houston Theatre.
O'Brien si fece quindi un nome recitando al fianco di una delle più grandi attrici del tempo, Ethel Barrymore, in una riedizione del lavoro di Sir Arthur Wing Pinero, Trelawny of the 'Wells, che inaugurò la stagione dell'Empire Theatre il giorno di Capodanno del 1911.
Il suo primo film, The Lieutenant Governor per gli Essanay Studios, in cui ebbe il ruolo del protagonista, venne proiettato a Boulder nel 1915, dando così alla sua famiglia l'opportunità di vederlo in azione. Il direttore esecutivo della World Film Corporation Lewis J. Selznick rese O'Brien una stella dello schermo, facendogli interpretare The Moonstone, adattamento di un testo di Wilkie Collins. Fu poi il protagonista maschile di numerose pellicole al fianco delle più celebri attrici del tempo, come Mary Pickford, Norma Talmadge e Gloria Swanson.
O'Brien si ritirò dalle scene con l'avvento del cinema sonoro e girò il suo ultimo film, Faithless Lover, nel 1928.

## Riconoscimenti
Per il suo contributo allo sviluppo dell'industria cinematografica gli è stata dedicata una stella sulla Hollywood Walk of Fame, al 1620 di Vine Street.

## Filmografia parziale
- The Lieutenant Governor, regia di Joseph Byron Totten (1915)
- The Moonstone, regia di Frank Hall Crane (1915)
- Just Out of College, regia di George Irving (1915)
- Poor Little Peppina, regia di Sidney Olcott (1916)
- The Scarlet Woman, regia di Edmund Lawrence (1916)
- The Return of Eve, regia di Arthur Berthelet (1916)
- The Chaperon, regia di Arthur Berthelet (1916)
- The Rise of Susan, regia di Stanner E.V. Taylor (1916)
- Poppy, regia di Edward José (1917)
- Rebecca of Sunnybrook Farm, regia di Marshall Neilan (1917)
- The Moth, regia di Edward José (1917)
- National Red Cross Pageant, regia di Christy Cabanne (1917)
- The Ghosts of Yesterday, regia di Charles Miller (1918)
- Matrimonio intermittente (By Right of Purchase), regia di Charles Miller
- De Luxe Annie, regia di Roland West (1918)
- A Romance of the Underworld, regia di James Kirkwood (1918)
- The Safety Curtain, regia di Sidney Franklin (1918)
- Her Only Way, regia di Sidney Franklin (1918)
- The Spirit That Wins (1918)
- Under the Greenwood Tree, regia di Émile Chautard (1918)
- Little Miss Hoover, regia di John S. Robertson (1918)
- Fires of Faith, regia di Edward José (1919)
- Come Out of the Kitchen, regia di John S. Robertson 1919)
- The Perfect Lover, regia di Ralph Ince (1919)
- Sealed Hearts, regia di Ralph Ince (1919)
- The Broken Melody, regia di William P.S. Earle (1919)
- His Wife's Money, regia di Ralph Ince (1920)
- A Fool and His Money, regia di Robert Ellis (1920)
- The Figurehead, regia di Robert Ellis (1920)
- The Wonderful Chance, regia di George Archainbaud (1920)
- Broadway and Home, regia di Alan Crosland (1920)
- Worlds Apart, regia di Alan Crosland (1921)
- Gilded Lies, regia di William P.S. Earle (1921)
- L'ultima porta (The Last Door), regia di William P.S. Earle (1921)
- Is Life Worth Living?, regia di Alan Crosland (1921)
- Clay Dollars, regia di George Archainbaud (1921)
- Chivalrous Charley, regia di Robert Ellis (1921)
- The Prophet's Paradise, regia di Alan Crosland (1922)
- Channing of the Northwest, regia di Ralph Ince (1922)
- John Smith, regia di Victor Heerman (1922)
- The Voice from the Minaret, regia di Frank Lloyd (1923)
- Secrets, regia di Frank Lloyd (1924)
- The Only Woman, regia di Sidney Olcott (1924)
- Flaming Love, regia di Victor Schertzinger (1925)
- Dangerous Innocence, regia di William A. Seiter (1925)
- Siege, regia di Svend Gade (1925)
- Graustark, regia di Dimitri Buchowetzki (1925)
- Souls for Sables, regia di James C. McKay (1925)
- Simon the Jester, regia di George Melford (1925)
- Le belle maniere (Fine Manners), regia di Richard Rosson (1926)
- Flames, regia di Lewis H. Moomaw (1926)
- The Romantic Age, regia di Robert Florey (1927)
- Faithless Lover, regia di Lawrence C. Windom (1928)

## Galleria d'immagini

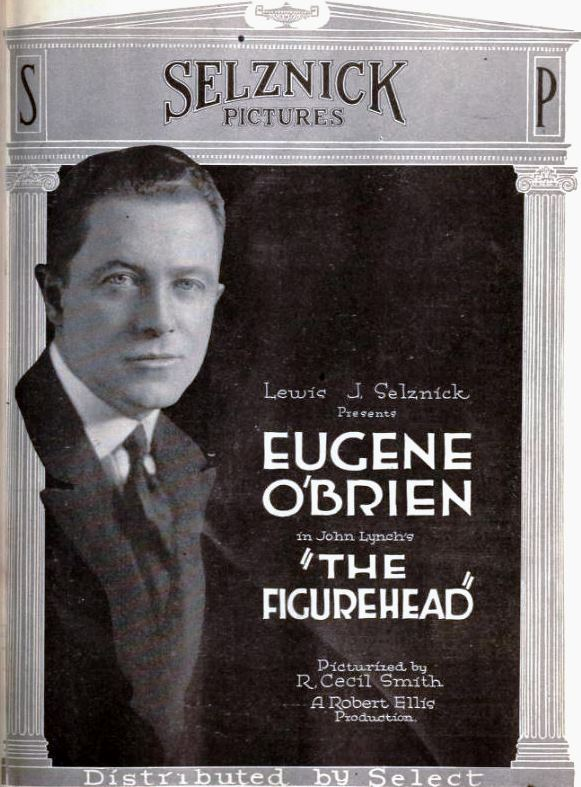
The Figurehead (1920)
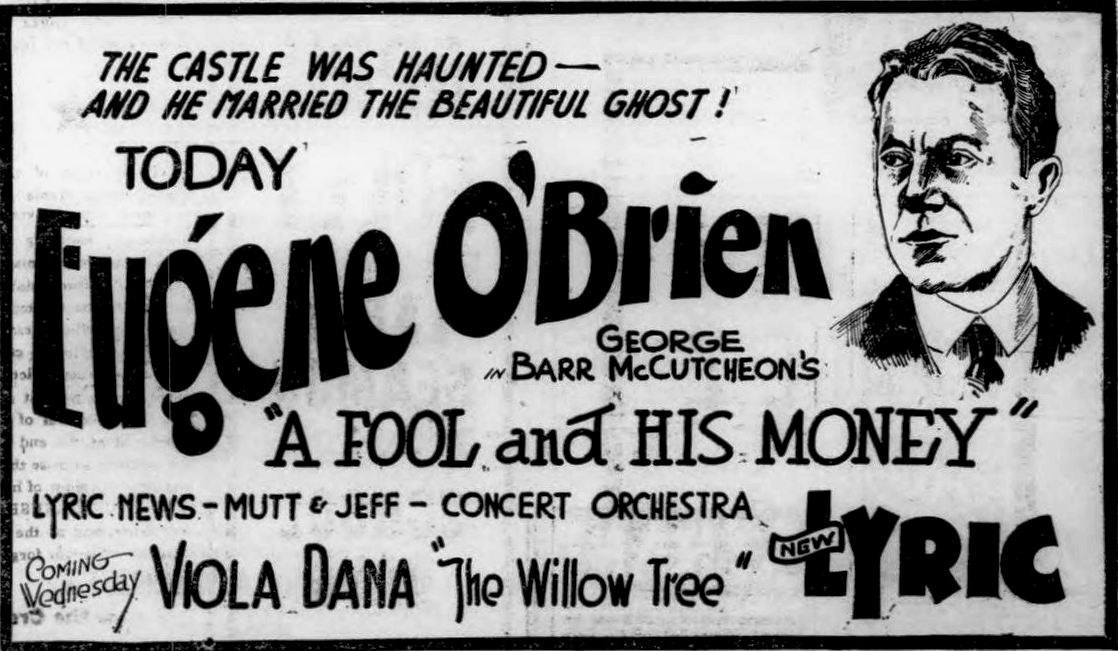
A Fool and His Money (1920)
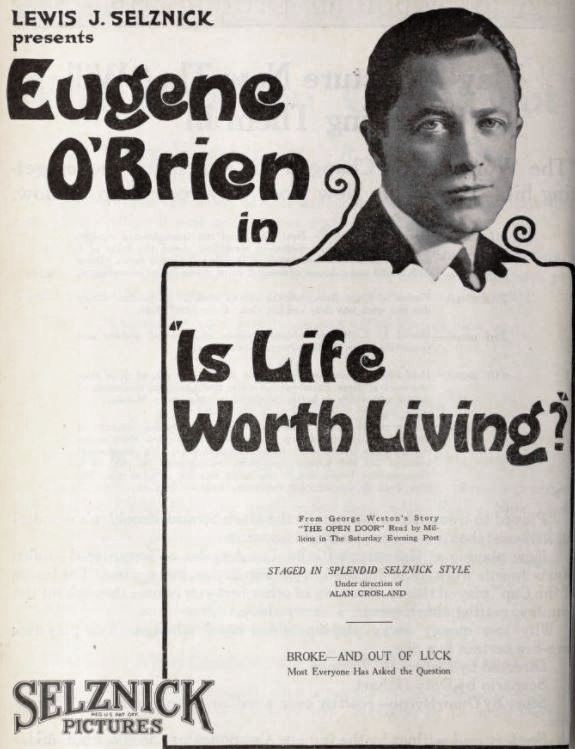
Is Life Worth Living (1921)
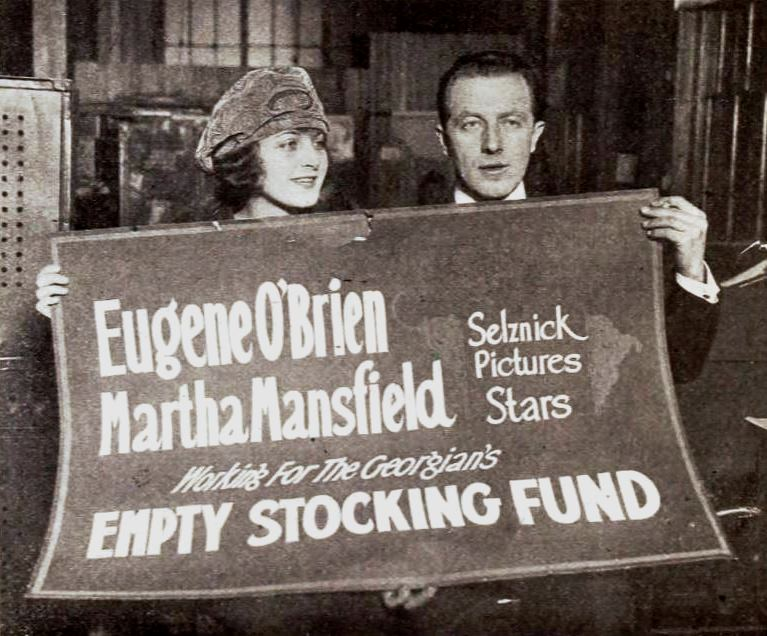
(1921)
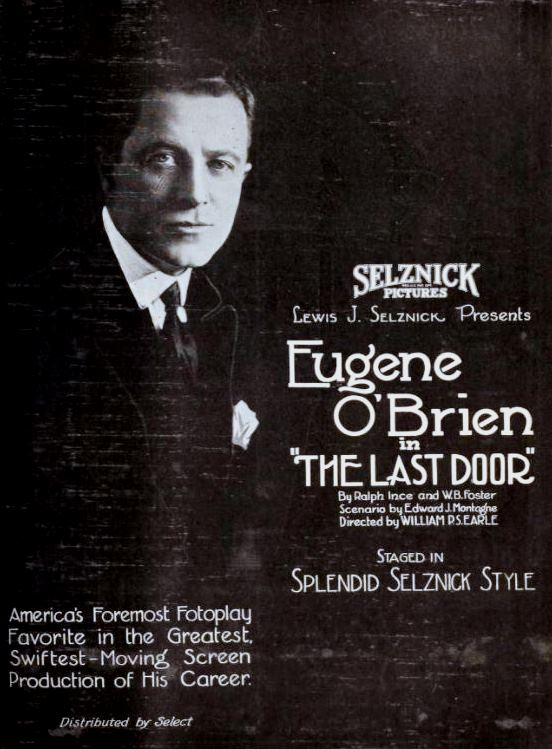
The Last Door (1921)
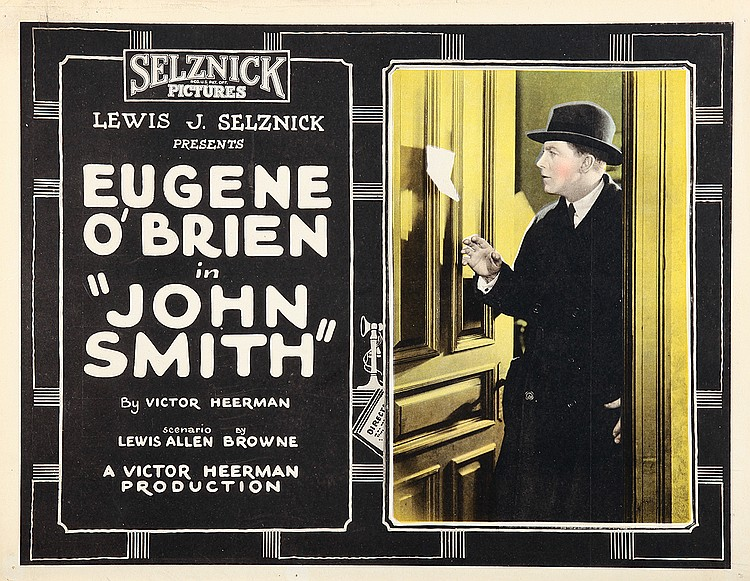
John Smith (1922)